# Магарил, Ромен Зеликович
Магарил Ромен Зеликович (19 ноября 1931, Москва — 11 ноября 2020, Тюмень) — советский и российский ученый нефтепереработчик и нефтехимик, доктор технических наук (1977), профессор (1978). Заслуженный деятель науки РФ (2000).

## Биография
Ромен Зеликович Магарил родился 19 ноября 1931 г в Москве. В 1954 году окончил Московский нефтяной институт им. И. М. Губкина по специальности инженер-технолог по переработке нефти и газа. Трудовую деятельность начал на Омском нефтеперерабатывающем заводе, в 1954—1959 гг. прошёл путь от инженера до начальника специального технического бюро и главного технолога, участвовал в пуске первых установок завода. С 1959 г — заведующий лабораторией физико-химических исследований сажевого производства в научно-исследовательском конструкторско-технологическом институте шинной промышленности (НИКТИ, г. Омск), с 1962 по 1964 гг. — заместитель директора НИКТИ по научной работе в области сажевого производства. Под руководством Р. З. Магарила была принципиально решена проблема обеспечения сырьем производства активной сажи. В 1961 г успешно защищена кандидатская диссертация.
В 1964 году началась трудовая деятельность Ромена Зеликовича во вновь организованном Тюменском индустриальном институте (ныне ТИУ), в должности заведующего кафедрой общей химии. Он стал членом ученого совета института с его первого состава, одним из организаторов учебного процесса и методической работы в ВУЗе, и по праву считается одним из основателей ТИУ.
Р. З. Магарил сформировал качественную лабораторную базу кафедры общей химии, а с 1966 г возглавил созданную им кафедру «Химии и технологии нефти и газа», которой заведовал весь период её существования, по 2010 г. Под руководством Р. З. Магарила кафедра «Химии и технологии нефти и газа», одна из сильнейших в стране, подготовила порядка 1500 инженеров-нефтегазопереработчиков, многие из которых стали руководителями предприятий нефтепереработки и нефтехимии.
В 1968 г на кафедре была создана отраслевая лаборатория «Теоретические основы пиролиза», в которой проводились широкие исследования нефти и газоконденсатов Тюменской области. Внесен значительный вклад в теорию пиролиза, дающий возможность повышения его эффективности. В 1986 г был разработан новый технологический процесс — Гидропиролиз, который позволил из отходов процесса пиролиза вырабатывать ценнейшее сырье для нефтехимии и внедрен в промышленность. Начиная с 1985 г под его руководством на кафедре развито научное направление «Химизация нефтедобычи», разработки которого оказали существенную помощь нефтяникам.
Ученая степень доктора технических наук была присуждена в 1977 г, ученое звание профессора присвоено в 1978 г.
Р. З. Магарил внёс большой вклад в создание и развитие теории радикальных реакций. Им исследован механизм термических реакций углеводородов, доказано, что идут в основном радикально-цепные реакции и найдено объяснение различий в кинетике. Он разработал теорию образования нефтяного кокса, получившую общее признание, результаты исследований дали возможность управлять процессами, в которых кокс получается, как целевой и побочный продукт, широко внедрены в производство. Разработан и внедрен метод повышения эффективности процесса осушки природного газа. Значимы работы по улучшению качества топлив с помощью присадок в ультрамалых количествах. Внесен вклад в теорию ректификации, дающий возможность повысить её эффективность. В расчетах основных процессов и аппаратов нефтепереработки специалисты пользуются уравнением Магарила (критическое давление углеводородов как функция нормальной температуры кипения и критической температуры). Результаты исследований Р. З. Магарила позволили повысить эффективность процессов пиролиза, коксования, ректификации на ряде нефтеперерабатывающих заводов, значительно улучшить качество товарных нефтепродуктов, и широко внедрены в России и за рубежом, его имя стало легендой и пользуется высоким экспертным авторитетом в мировой науке и практике нефтепереработки. Международное издание Who is Who включило Ромена Зеликовича Магарила в число наиболее выдающихся ученых, его имя увековечено в книге «Ведущие ученые России».
Р. З. Магарил — автор более 300 научных трудов, монографий, учебников, учебных пособий и научных статей по химической технологии переработки топлива, химизации процессов нефтедобычи, химическим процессам переработки нефти, химии нефти и другим, сотен докладов на научных симпозиумах самого высокого уровня, более 30 изобретений, многие из которых внедрены в промышленное производство нефтегазовой отрасли, в том числе на нескольких крупных заводах. Блестящий преподаватель и руководитель научной школы, где подготовлена замечательная плеяда ученых: 25 кандидатов и 4 доктора наук. Его книги оказали существенное влияние на науку, технику и уровень подготовки специалистов. Учебное пособие Р. З. Магарила «Теоретические основы химических процессов переработки нефти», в котором частично обобщены результаты его работ, было утверждено Минвузом СССР, затем Минвузом России, и применяется для обучения во всех вузах, готовящих нефтепереработчиков, а также используется в повседневной практике нефтеперерабатывающей отрасли.
Ромен Зеликович является одним из создателей химико-технологического факультета Тюменского индустриального института (1967 г). На протяжении 15 лет в период 1972—1987 гг был деканом факультета. Человек активной жизненной позиции, преданный интересам ТИУ, он являлся членом ученого совета университета, двух диссертационных советов, редколлегии журнала «Нефть и газ». Р. З. Магарил установил рекорд творческого долголетия, и стал единственным ученым, проработавшим в Тюменском индустриальном университете более 56 лет (1964—2020) — с года его основания, до последнего дня своей жизни. В последние годы жизни Ромен Зеликович был главным научным сотрудником, профессором консультантом кафедры переработки нефти и газа, продолжал руководить подготовкой аспирантов, в том числе иностранных, экспериментальными исследованиями, занимался теоретическими проблемами эффективности процессов нефтегазовой отрасли, был автором значительного числа статей в высокорейтинговых международных журналах.

## Награды и звания
Трудовая деятельность Р. З. Магарила неоднократно отмечалась наградами, среди которых ряд благодарностей и грамота Минвуза, две серебряные медали ВДНХ СССР, медали «За освоение недр и развитие нефтегазового комплекса Западной Сибири», «За доблестный труд», знаки «Отличник высшей школы», «Изобретатель СССР», почетная грамота Тюменской областной думы. Он являлся заслуженным деятелем науки РФ, почетным работником ТюмГНГУ (ТИУ), ветераном труда.

## Избранные труды
- Магарил, Р. З. Механизм и кинетика гомогенных термических превращений углеводородов / Р. З. Магарил. — Москва : Химия, 1970. — 223 с
- Магарил, Р. З. Образование углерода при термических превращениях индивидуальных углеводородов и нефтепродуктов / Р. З. Магарил. — Москва : Химия, 1973. — 142 с
- Магарил, Р. З. Теоретические основы химических процессов переработки нефти / Р. З. Магарил. — Москва : Химия, 1976. — 312 с.
- Магарил, Р. З. Теоретические основы химических процессов переработки нефти : учеб. пособие для студентов вузов, обучающихся по специальности «Хим. технология переработки нефти и газа» / Р. З. Магарил. — Л. : Химия, Ленингр. отд-ние, 1985. — 278 с.
- Магарил, Р. З. Теоретические основы химических процессов переработки нефти : учебное пособие для вузов / Р. З. Магарил. — Москва : КДУ, 2008, 2010, 2016. — 278 с.